# 西蓮寺 (行方市)
西蓮寺（さいれんじ）は、茨城県行方市西蓮寺にある天台宗の寺院。山号は尸羅度山。院号は曼珠院。本尊は薬師如来。俗に常陸の高野山ともいわれる。山門（仁王門）と相輪橖は国の重要文化財、木造薬師如来坐像は茨城県指定有形文化財である。また、境内の面積は1万6000平方メートルあり、県指定天然記念物である樹齢1000年以上といわれる2本の大イチョウのほか、サクラ・スギ・シイの巨木が茂っている。

## 歴史
この寺は、782年（延暦元年）に桓武天皇の勅願により天台宗の僧で最澄の弟子である最仙によって創建されたと伝えられ、中世から近世にかけて、末寺30余カ寺を有して寺運は興隆し天台宗の中心的な寺院のひとつとなった。鎌倉時代中期、比叡山の無動寺から慶弁阿闍梨が来て七堂伽藍を造営し、京都の曼殊院の門跡忠尋大僧正が、乱を逃れてこの西蓮寺に来てとどまり、曼殊院の額を山門に掲げたと伝えられる。境内に建つ相輪橖は日本三相輪橖のひとつで、慶弁が元寇の役で勝利したことを記念して、信者の浄財によって建立したと伝えられている。江戸時代には江戸幕府から朱印状を与えられていた。1883年（明治16年）の火災により、本堂・薬師堂などを焼失したが、山門（1543年（天文12年）建立）と相輪橖（1287年（弘安10年）建立）は焼失を免れた。現在の本堂・常行堂・鐘楼・客殿などは、火災後の再建によるものである。

## 文化財

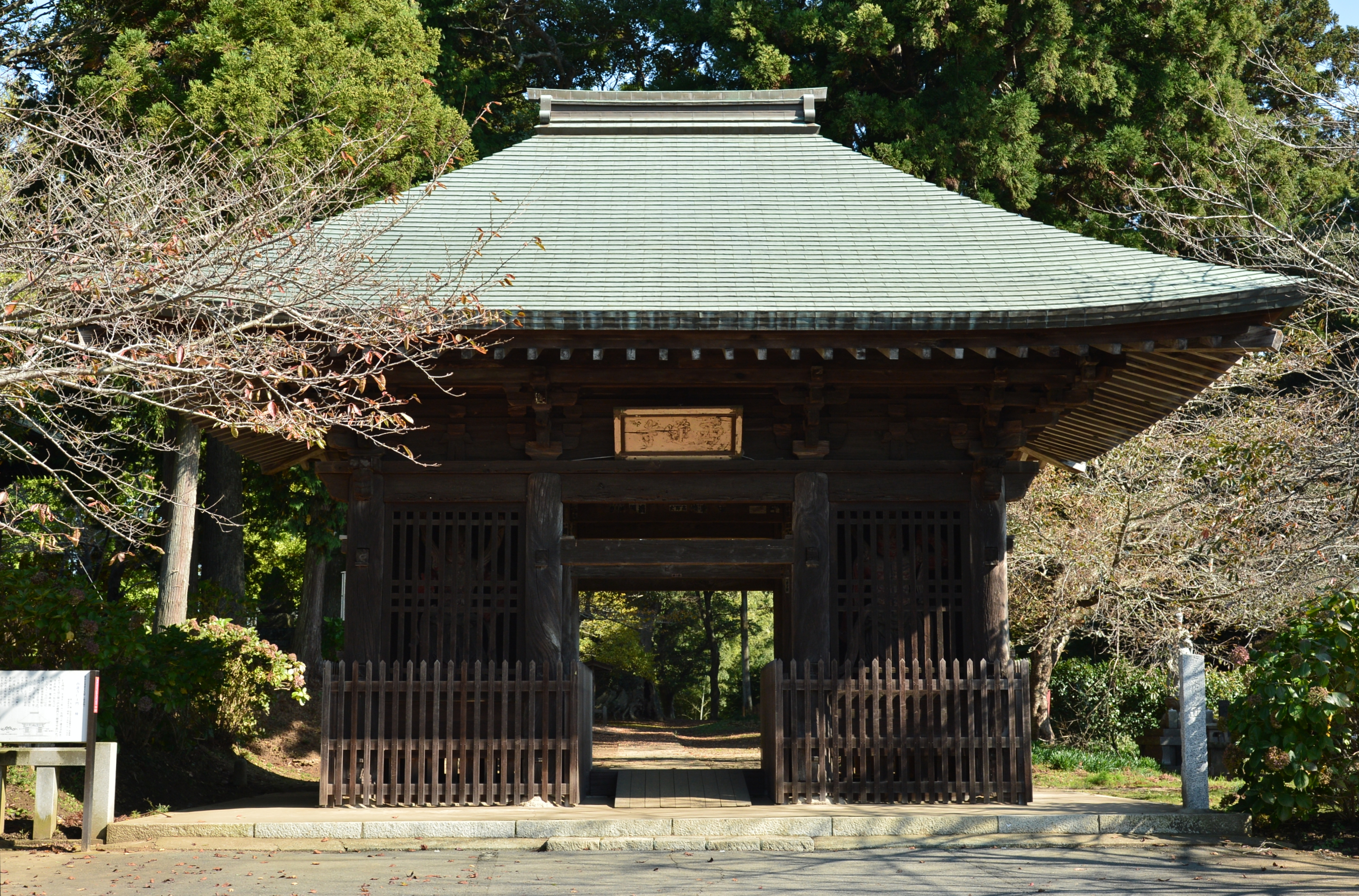
仁王門

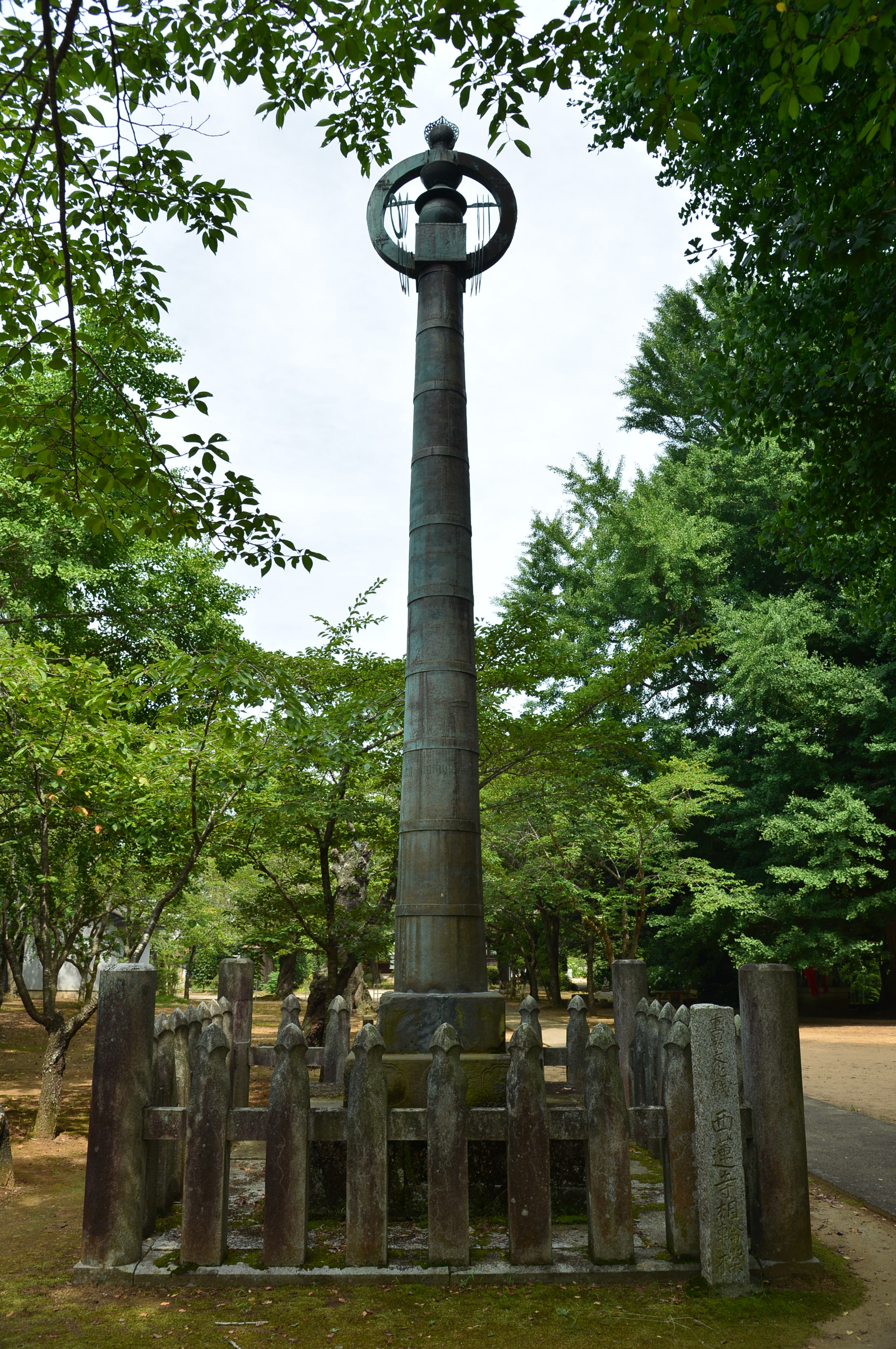
西蓮寺相輪橖

### 重要文化財（国指定）
- 山門（仁王門） - 室町時代後期の天文12年（1543年）に建立されたもので、もと二階建・三間一戸の楼門であった[3]。屋根はトチ葺き形銅板葺き[1]。室町時代末期・天正4年（1576年）に修理された後、江戸時代の寛政年間（1789 - 1801年）に楼門の2階部分を取り壊し、一階建の山門となった[3]。江戸時代末期の安政7年（1860年）に現在の位置に移築されて仁王門に改められた[3]。今日に見ることができるのは、三間一戸楼門の一階部分だけが残されたものであり、蟇股（かえるまた）と蓑束（みのづか）の形に室町時代末期の地方的特徴がみられるといわれる[3]。1917年（大正6年）4月5日、重要文化財（建造物）指定[注釈 1]。
- 相輪橖（附 棟札1枚） - 天台宗の象徴となるもので、比叡山延暦寺、日光輪王寺の相輪橖と並び称される。高さ9.16メートル、基壇、橖身、頭部の3つの部分からなり、全体的に錫杖形をしている[3]。基壇は石造り3段積。橖身は円柱形で、木芯に銅板鍛造の筒をかぶせて、つなぎ目に帯輪が巻かれている。頭部は五輪塔形で、頂部に火焔がつけられた宝珠、その下に大輪及び大輪に架けられた12個の小輪からなる[3]。大輪には卍（まんじ）字が飾られている。元寇（弘安の役）の戦勝を記念し、弘安10年（1287年）に建立したものと伝えられる[3]。塔身には、寄進者と思われる多くの人名が刻まれている[1]。その後、慶長9年（1604年）、天保12年（1841年）および、1903年（明治36年）と幾度か修理が実施されており、近年では1977年（昭和52年）に木芯の腐朽を原因とする橖身の傾斜から、解体修理が行われた[3]。1917年（大正6年）8月13日、重要文化財（建造物）指定[注釈 2]。附（つけたり）指定の棟札は1954年9月17日追加指定[4]。

### 茨城県指定有形文化財
- 木造薬師如来坐像木造薬師如来坐像が安置されている薬師堂

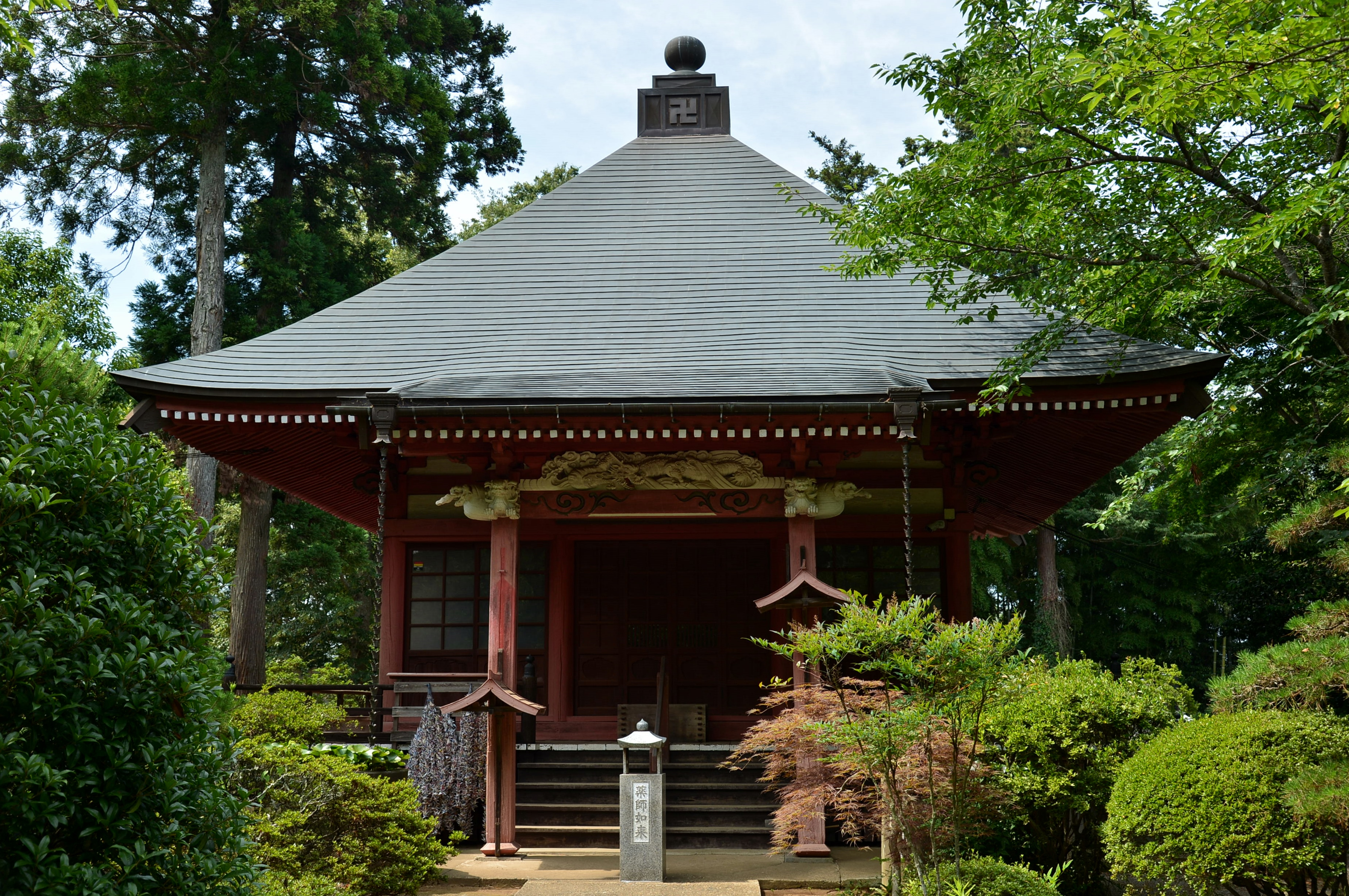
木造薬師如来坐像が安置されている薬師堂

薬師堂奥の収蔵庫に安置される西蓮寺の本尊である。高さ148.5センチメートル、一木造りで、背刳りを施す。寺伝によれば、開基した最仙本人が彫ったものと伝えられ、茨城県内有数の古木像とされている。特徴としては、小鼻が張り、目と眉の切り方は大きく、唇が厚くなっており、顔は大きく作られていて両腕も非常に太い。彫りは翻波式（ほんばしき）の名残をとどめており、彫りが深いところには当時の胡粉が残っている。1958年（昭和33年）3月29日、県指定有形文化財（彫刻）に指定。

### 茨城県指定天然記念物
- 大イチョウ - 西蓮寺の大イチョウは2株あり、それぞれ一号株・二号株という。一号株は相輪橖の近くにあり、幹囲約6メートル、樹高約25メートルあり、1883年（明治16年）の火災のときに幹が焼けて細くなっている[6]。伝承では開基した最仙の御杖銀杏といわれ、根元に子安観音が祀られている[6]。二号株は一号株より東側に位置し、幹囲約8メートル、樹高約27メートルあり、根元に尸羅度稲荷社が祀られている[6]。1917年（大正6年）の台風で幹の途中が折れた[6]。二株とも雄株で樹齢1000年以上といわれ、俗に「チチ」と呼ばれる大きな気根が多数下垂し、イチョウの老樹の特徴を備えながら樹勢は旺盛である[6]。晩秋の黄葉は見事で、境内を明るく彩る[6]。

| 大イチョウ一号 （7月） | 大イチョウ一号 （11月） | 大イチョウ二号 （7月） | 大イチョウ二号 （11月） |

## イベント

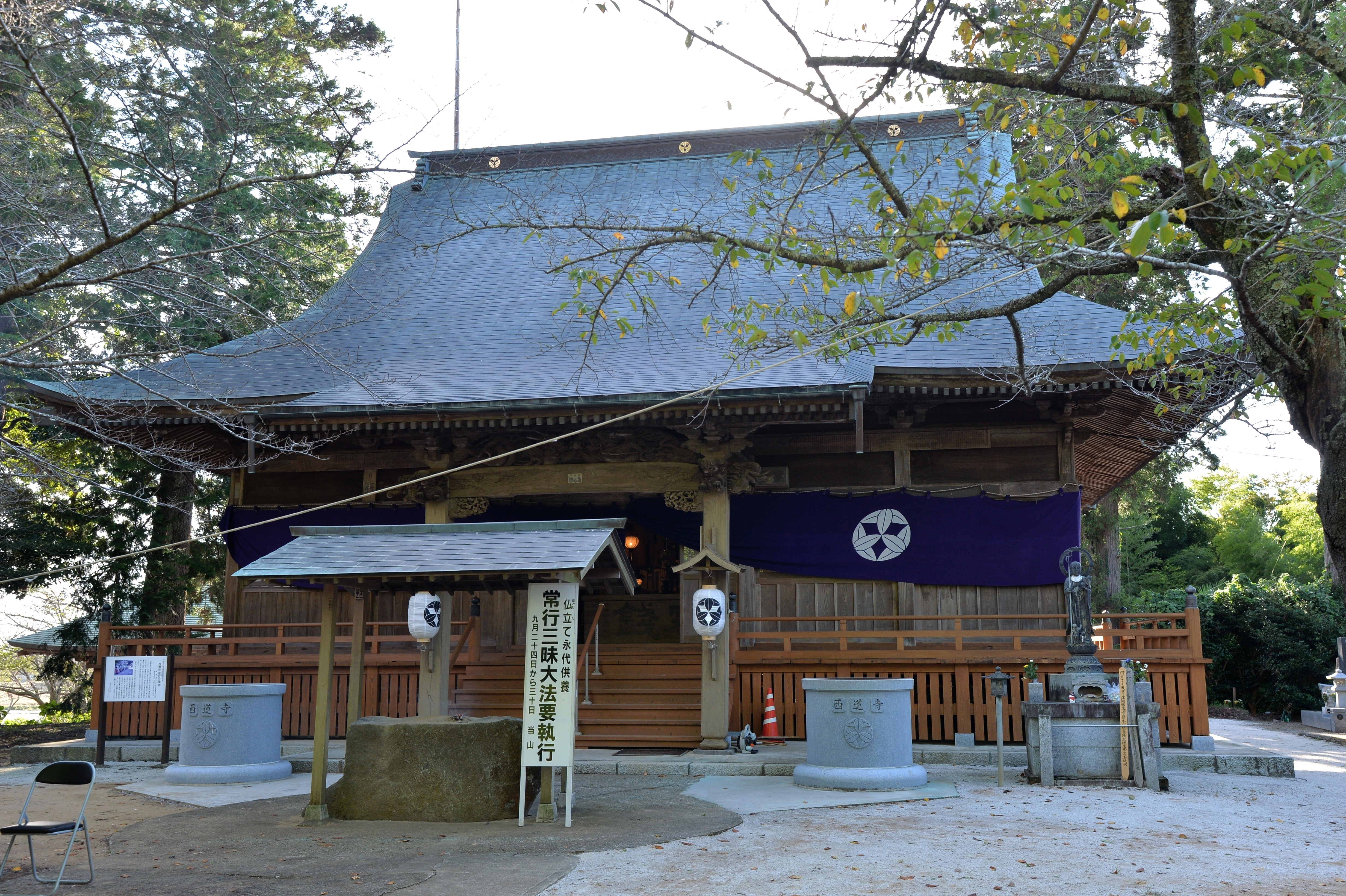
毎年9月下旬に常行三昧会が行われる常行堂

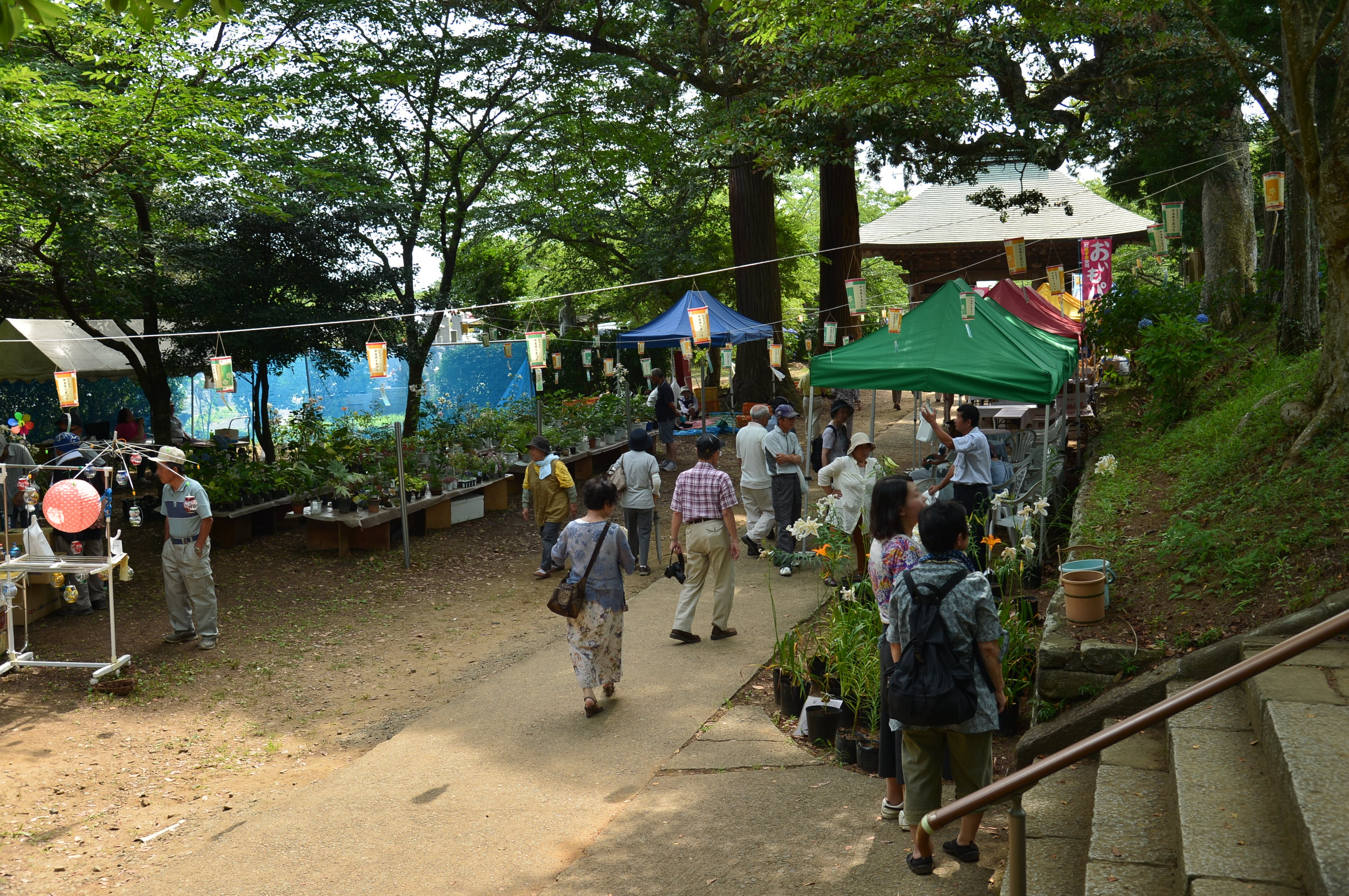
西蓮寺で毎年7月に行なわれている「ふるさと山百合まつり」の様子

- 常行三昧会（じょうぎょうざんまいえ）

西蓮寺の伝統行事で、西蓮寺の末寺、門徒寺の僧侶が常行堂に集まって、9月24日 - 30日の7日7夜にわたって堂内を廻りながら独特の節回しで阿弥陀経を立行読経する大法要が行われる。寛治年間（1087–1094年）この地の長者が比叡山より移したものと伝えられ、「長者供養」とも称される。初日、中日、末日には境内で学頭寺のなごりを彷彿させる籠行列がみられる。別名「仏立て」ともいわれる法要で、宗旨の別なく地元はもとより遠隔地からも新仏の供養に参詣人が訪れる。また、この時期にはボランティアが植えた10万本の彼岸花が見頃となる。2001年（平成13年）3月30日、行方市指定無形民俗文化財に指定。
- ふるさと山百合まつり

毎年7月中旬から下旬に井上山百合の会、行方市観光協会で開催されているイベントで、境内では山百合や山野草などの即売会も行われている。行方市民によって西蓮寺近隣の里山「山百合の里」に植えられた2万本のヤマユリが咲く。「山百合の里」へは大人は一人300円で、高校生以下は無料である。